# Kamalamai
Kamalamai (Sanskriet: सिन्धुलीमाडी) is een stad (Engels: municipality; Nepalees: nagarpalika) in het zuidoosten van Nepal, en tevens de hoofdstad van het district Sindhuli.
De stad ligt 80 kilometer ten zuidoosten van de hoofdstad Kathmandu.